# Tarcenay-Foucherans
Tarcenay-Foucherans é uma comuna francesa na região administrativa da Borgonha-Franco-Condado, no departamento de Doubs. Estende-se por uma área de 24.04 km². Em 2010 a comuna tinha 1 522 habitantes (densidade: 63,3 hab./km²).
Foi criada em 1 de janeiro de 2019, a partir da fusão das antigas comunas de Tarcenay (sede da comuna) e Foucherans.